# 대평원 (영화)
《대평원》(Union Pacific)은 미국에서 제작된 세실 B. 드밀 감독의 1939년 서부 영화이다. 바바라 스탠윅 등이 주연으로 출연하였다.

## 줄거리
에이브러햄 링컨 대통령이 서명한 1862년 태평양 철도 법안은 유니언 퍼시픽 철도가 서쪽으로 캘리포니아를 향해 황무지를 가로질러 나아가도록 승인한다. 아사 배로우스는 센트럴 퍼시픽 철도에 지분을 가지고 있으며 유니언 퍼시픽의 완공을 지연시켜 이익을 얻으려 한다. 도박꾼 시드 캠프보와 그의 파트너 딕 앨런은 배로우스가 이 사업을 방해하는 것을 돕는다.
제프 버틀러는 건설 문제 해결을 위해 고용된다. 그는 앨런과 전쟁에 참전했고 그와 재회하게 되어 기뻐한다. 두 남자 모두 철도 엔지니어의 딸인 몰리 모나한에게 눈독을 들인다.
배로우스는 유니언 퍼시픽의 급여를 지원하기로 동의하지만, 캠프보에게 돈을 강탈하여 대부분을 자신에게 돌려주라고 지시한다. 버틀러는 부하들과 함께 강도를 저지한다. 앨런은 급여를 가지고 달아나 몰리의 집에 숨긴다. 버틀러는 몰리의 집에서 앨런을 찾아 급여를 찾는다. 앨런은 그를 죽이겠다고 위협한다.
몰리는 앨런이 급여를 돌려줄 경우에만 그와 결혼하기로 동의한다. 그들은 급여를 철로 위에서 찾은 척한다. 버틀러는 여전히 급여 강도들을 찾아야 하며, 잡히면 교수형에 처해질 것이다.
앨런은 열차가 선로를 따라 움직일 때 몰리의 객차에 몰래 탑승한다. 열차는 물탱크를 선로 위로 무너뜨리고 기관차를 파괴하는 아메리카 원주민의 매복 공격을 받는다. 그들이 열차를 약탈하는 동안 몰리와 앨런은 갇힌다. 버틀러는 그들의 객차로 가서 세 사람이 도움을 요청하는 전보를 친다. 탄약이 떨어지자 버틀러는 몰리가 잡히는 것을 막기 위해 그녀를 죽일 준비를 한다. 기병대가 다른 열차를 타고 도착한다. 버틀러는 우정 때문에 앨런이 탈출하도록 허용한다.
겨울 날씨가 산악 터널 건설 계획을 지연시키면서 철도 건설은 중단된다. 산 주위에 임시 선로가 건설된다. 첫 번째 선로는 무너져 몰리의 아버지가 사망한다. 두 번째 선로는 버티고 건설은 계속된다.
철도 완공은 대륙을 가로지르는 두 선로를 연결하기 위해 골든 스파이크를 박는 것으로 기념된다. 앨런은 이 기념식에 참석하고 몰리와 재회한다. 캠프보도 그곳에 있으며 버틀러를 죽이기를 기다린다. 앨런이 개입한다. 캠프보는 버틀러의 친구들에게 총에 맞기 전에 앨런을 죽인다.

## 출연

### 주연
- 바바라 스탠윅
- 조엘 맥크리어

### 조연
- 아킴 타미로프
- 로버트 프레스턴
- 브라이언 돈레비
- 앤서니 퀸
- 린 오버맨
- 로버트 바랫
- 스탠리 리지스

## 기타
- 원작자: 어니스트 헤이콕스